# San Pietro (El Greco)
San Pietro è un dipinto di El Greco eseguito nel 1608 durante il suo ultimo periodo toledano e si conserva nel Monastero dell'Escorial (Madrid).

## Analisi
L'Apostolo Pietro è raffigurato nella parte superiore a una montagna portando le chiavi della Chiesa le quali sono state conferite da Gesù.
È notoria la sproporzione fra la testa e il corpo, come è abituale nell'opera del pittore. L'anatomia si perde nel vestito, dando l'impressione d'essere una figura squallida. L'effetto tormentoso del cielo impregna di misticismo questo insieme.